# Trupanea tucumanensis
Trupanea tucumanensis är en tvåvingeart som först beskrevs av Malloch 1933.  Trupanea tucumanensis ingår i släktet Trupanea och familjen borrflugor. Inga underarter finns listade i Catalogue of Life.